# Cato (Cognomen)
Das römische Cognomen Cato (von catus; zu deutsch „scharfsinnig, gewitzt“) war in republikanischer Zeit in den Familien der Hostilii und Valerii verbreitet und prominent bei den Porcii, nach deren Vorbild, insbesondere durch die berühmten Namensträger Marcus Porcius Cato der Ältere und Marcus Porcius Cato der Jüngere, Cato gelegentlich synonym für einen konservativen Römer gebraucht wird. Ganz vereinzelt trat Cato auch als Gentilname auf. Es ist möglicherweise etruskischen Ursprungs.

## Bekannte Namensträger
- Gaius Porcius Cato (Konsul 114 v. Chr.), der jüngere Sohn des Cato Licinianus
- Gaius Porcius Cato (Volkstribun), römischer Politiker, Volkstribun 56 v. Chr.
- Lucius Porcius Cato, Konsul 89 v. Chr., kämpfte im Bundesgenossenkrieg
- Marcus Porcius Cato (Konsul 118 v. Chr.), erster Sohn des Cato Licinianus
- Marcus Porcius Cato Censorius (* 234 v. Chr. in Tusculum; † 149 v. Chr.), genannt Cato der Ältere, römischer Feldherr, Historiker, Schriftsteller und Staatsmann. Er soll auch den Ausspruch „Ceterum censeo Carthaginem esse delendam“ geprägt haben
- Marcus Porcius Cato Licinianus, ältester Sohn Catos des Älteren
- Marcus Porcius Cato Salonianus der Ältere, zweiter Sohn Catos des Älteren
- Marcus Porcius Cato Salonianus der Jüngere, der Sohn des Vorigen und der Vater Catos des Jüngeren
- Marcus Porcius Cato Uticensis (* 95 v. Chr.; † 46 v. Chr. in Utica), genannt Cato der Jüngere, Urenkel Catos des Älteren, römischer Feldherr und Staatsmann
- Publius Valerius Cato (* um 95 v. Chr.), römischer Dichter und Philologe